# Aletta Jacobs

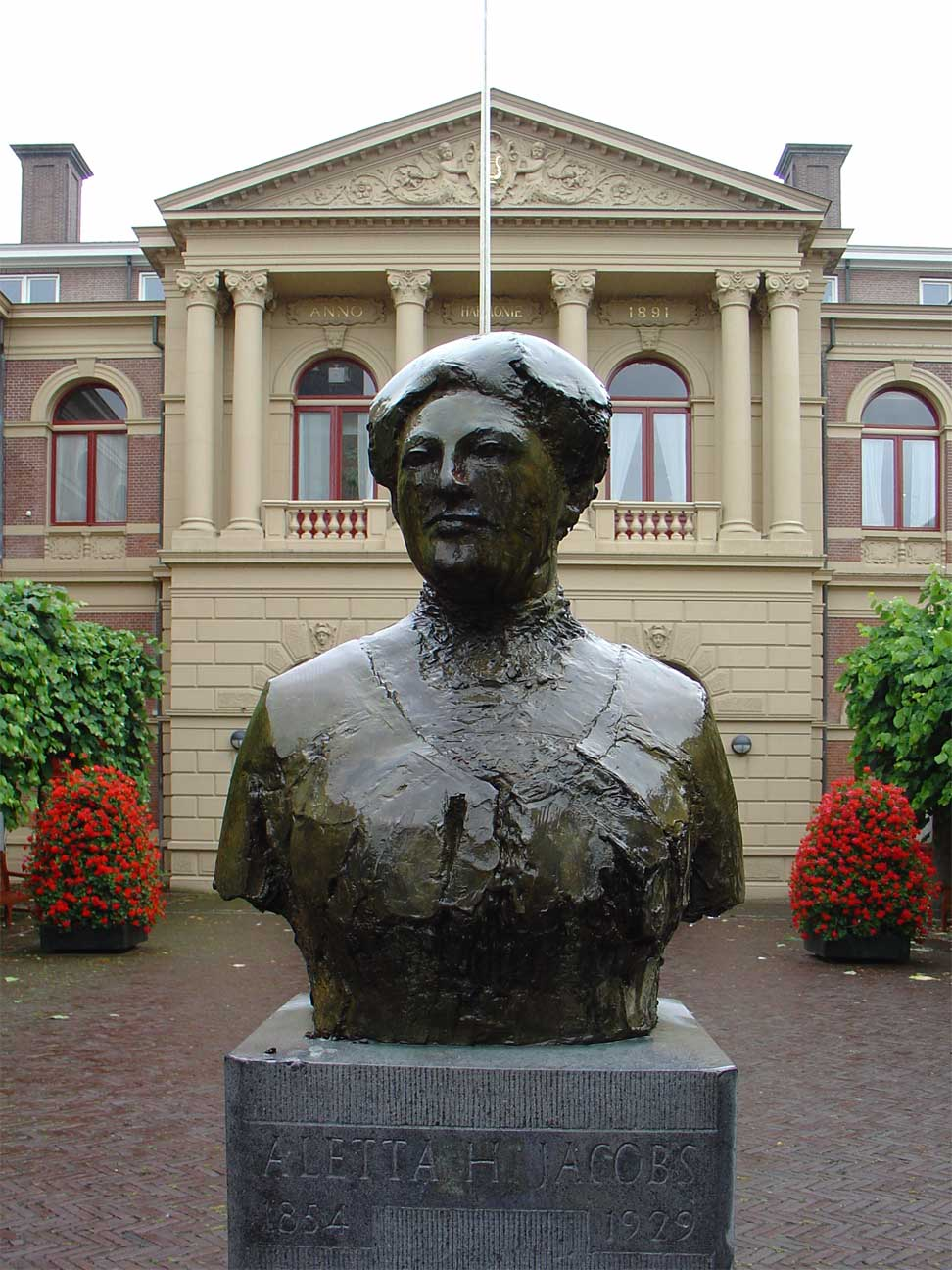
Popiersie Aletty Jacobs przed Uniwersytetem Groningen

Aletta Henriëtta Jacobs (ur. 9 lutego 1854 w Sappemeer, zm. 10 sierpnia 1929 w Baarn) – holenderska lekarka, feministka i pacyfistka, pierwsza kobieta, która skończyła studia medyczne w Holandii, założyła w Amsterdamie pierwszą na świecie klinikę kontroli urodzeń.

## Dzieciństwo i młodość
Aletta Jacobs urodziła się w rodzinie o żydowskich korzeniach. Jej ojciec Abraham był lekarzem, a matka Anna de Jongh zajmowała się domem. W wieku trzynastu lat Jacobs zakończyła naukę w wiejskiej szkole podstawowej, po czym została zapisana do szkoły dla dziewcząt (jedynej formy edukacji dostępnej wówczas dla kobiet w Holandii). W szkole tej uczono dobrych manier, przyjmowania gości itp. Porzuciła ją po niespełna dwóch tygodniach. Odtąd kształciła się samodzielnie. Wieczorami pod okiem ojca studiowała języki: łacinę, grekę, angielski, francuski i niemiecki. W ciągu dnia pomagała matce w zajęciach domowych i towarzyszyła ojcu w jego wizytach u pacjentów. Upewniła się wówczas w przekonaniu, że zostanie lekarką.

## Studia medyczne
W 1871 roku po zdaniu niezbędnych egzaminów i uprzednim uzyskaniu od premiera Johana Rudolpha Thorbecke’a pozwolenia na kontynuację edukacji Aletta Jacobs jako pierwsza kobieta w Holandii rozpoczęła studia na Uniwersytecie w Groningen. Tytuł doktora nauk medycznych uzyskała na Uniwersytecie Amsterdamskim 8 marca 1879 roku.

## Praktyka lekarska
Swoją praktykę lekarską prowadziła Jacobs w centrum Amsterdamu, gdzie dwa razy w tygodniu przyjmowała pacjentów bezpłatnie. W salach należących do związków zawodowych prowadziła zajęcia dla kobiet, ucząc je opieki nad noworodkami, higieny osobistej, ostrzegając i wyjaśniając zdrowotne konsekwencje prostytucji. 

## Działalność społeczna
Jacobs zauważyła problemy zdrowotne kobiet pracujących w sklepach. U ekspedientek, które przez jedenastogodzinny dzień pracy musiały stać, występował chroniczny ból pleców. Lekarka postanowiła zająć się problemem i po latach walki doprowadziła do skrócenia dnia pracy oraz wprowadzenia możliwości siedzenia w jego trakcie. Podczas praktyki w miejskich szpitalach Jacobs spotykała się z kobietami cierpiącymi na powikłania zdrowotne wskutek częstych porodów. Uważając, że obowiązkiem lekarza jest pomoc pacjentom, zaczęła zapisywać kobietom środek antykoncepcyjny diafragmę. Następnie otworzyła w Amsterdamie pierwszą na świecie klinikę kontroli urodzeń. W 1899 roku wydała wielokrotnie wznawianą książkę o anatomii kobiet dla laików. Chciała, aby kobiety lepiej rozumiały własną fizjologię i płodność.

## Prawa kobiet
W 1883 roku Aletta Jacobs upomniała się o prawa wyborcze dla kobiet i stała się przywódczynią holenderskich sufrażystek. Po latach walki w 1919 roku kobiety w Królestwie Niderlandów uzyskały prawa wyborcze. Jacobs zaangażowana była również w walkę o prawo kobiet do edukacji, prawo mężatek do pracy oraz prawo kobiet do antykoncepcji i planowanego macierzyństwa. Była nie tylko aktywistką na rzecz praw kobiet w Holandii. Równie intensywnie pracowała w ramach Międzynarodowego Sojuszu Kobiet. W 1908 roku Jacobs współorganizowała IV Międzynarodowy Kongres Sufrażystek w Amsterdamie. Wraz z liderkami światowego ruchu emancypantek (m.in. Carrie Chapman Catt) podróżowała po świecie, promując ideę praw wyborczych i edukacji kobiet.

## Pacyfizm
Jacobs była przeciwniczką wojen. W przeddzień I wojny światowej współpracowała na rzecz pokoju z, między innymi, późniejszą laureatką Pokojowej Nagrody Nobla, Amerykanką Jane Addams. W 1915 roku Jacobs współtworzyła istniejącą do dzisiaj Międzynarodową Ligę Kobiet na rzecz Pokoju i Wolności, założoną podczas Międzynarodowego Kongresu Kobiet w Hadze.